# Richard Roesicke
Richard Roesicke, född 25 juli 1845 i Berlin, död 21 juli 1903, var en tysk industriman och politiker, bror till Gustav Roesicke. 
Roesicke blev 1864 ägare och chef för det stora bryggeriet Schultheiss-Brauerei i Berlin. Han invaldes 1890 som liberal ledamot av tyska riksdagen och slutligen kom att bli en av de främsta representanterna för Freisinnige Vereinigung.